# Sagina ciliata
Sagina ciliata là loài thực vật có hoa thuộc họ Cẩm chướng. Loài này được (Greene) A. Heller miêu tả khoa học đầu tiên năm 1904.